# نادي الفتح موسم 2018–19
خاضَ نادي الفتح السعودي عدّة مبارياتٍ في الموسم الكروي 2018–19 حيثُ نافس في دوري المحترفين ونجحَ في احتلال المركز الثاسع برصيدِ 35 نقطة جمعها من مجموع 30 مباراة لعبها، كما شاركَ في كأس خادم الحرمين الشريفين لكنّه أُقصى من دور الـ 16 على يدِ نادي القيصومة.

## نظرة عامّة
| المنافسة       | أول مباراة       | آخر مباراة        | الدور الافتتاحي | المركز النهائي | السجل | السجل | السجل | السجل | السجل | السجل | السجل | السجل   |
| المنافسة       | أول مباراة       | آخر مباراة        | الدور الافتتاحي | المركز النهائي | لعب   | ف     | ت     | خ     | له    | عليه  | ف.أ.  | الفوز % |
| -------------- | ---------------- | ----------------- | --------------- | -------------- | ----- | ----- | ----- | ----- | ----- | ----- | ----- | ------- |
| دوري المحترفين | 31 آب/أغسطس 2018 | 16 أيّار/مايو 2019 | الجولة الأولى   | المركز التاسع  | 30    | 8     | 11    | 11    | 32    | 45    | −13   | 026٫67  |
| كأس الملك      | 6 نوفمبر 2019    | 18 يناير 2020     | دور الـ64       | ربع النهائي    | 4     | 3     | 1     | 0     | 10    | 3     | +7    | 075٫00  |
| المجموع        | المجموع          | المجموع           | المجموع         | المجموع        | 34    | 11    | 12    | 11    | 42    | 48    | −6    | 032٫35  |

المصدر: المنافسات

## دوري المحترفين

### نظرة عامّة
خاض نادي الفتح 30 مباراةً في إطار مباريات دوري المحترفين نجحَ خلالها في جمعِ 35 نقطة من أصل 90 ممكنة ما مكّنه من احتلال المركز التاسع في ترتيبِ الدوري النهائي.
خلال مبارياته الثلاثين، سجّل الفتح ما مجموعه 32 هدفًا (بمعدل 1.06 في كل مباراة) بينما تلقت شباكه 45 هدفًا (بمعدل هدف ونصف في كلّ مباراة).
بداية الموسم
كانت بداية الدوري متوسّطة لنادي الفتح، فمن 10 مباريات لعبها جمع 13 نقطة بعدما انتصر في ثلاث مباريات وتعادل في أربعٍ أخرى بينما خسر ثلاث مباريات. كانت مباراته الافتتاحيّة أمام القادسية خارج الديار وقد تمكّن من العودة بنقطة ثمينة بعدما انتهت المباراة بالتعادل السّلبي. تكرّر تعادله السلبي في المبارة الثانيّة أمام الوحدة على أرضيّة ميدانه. أوّل خسارةٍ تعرّض لها في الدوري كانت في الجولة الرابعة أمام نادي الهلال حينما فازَ هذا الأخير بثلاثة أهدافٍ مقابل اثنين، أما أول انتصارٍ حقّقه الفريق فكان في الجولة الخامسة تغلّب في الأحساء على الاتحاد بهدفين نظيفين.
منتصف الموسم
حسّن الفتح نوعًا ما من مستواه في منتصف الموسم حيثُ تمكّن في المباريات العشر الثانيّة من الانتصار أربع مرات وتعادل ثلاثة وخسر مثلها ليُحقّق بذلك 15 نقطة ممكنة من أصل ثلاثين مُحتلًّا بذلك المركز المركز العاشر عند نهاية الجولة 20. خلال هذه الفترة تعرّض الفتح لخسارة ثقيلة أمام الهلال بأربعة أهداف مقابل واحد لكنّه تدارك الأمر حينما فاز على كلٍ من الشباب والفيحاء والأهلي على التوالي بعد خسارة الهلال.
نهاية الموسم
كانت نهاية الموسم سيّئة لنادي الفتح حيثُ حقّق انتصارًا وحيدًا كان على الأهلي بينما خسر خمس مبارياتٍ وتعادل في أربعٍ أخرى. لم ينجح الفتح في العشر مباريات الأخيرة من الدوري في تجاوز عتبة السبع نقاط من أصل 30 ممكنة. خلال هذه الفترة، تعرّض الفتح لخسارات كثيرة وكبيرة حيثُ تلقَّى خمسة أهدافٍ من نادي النصر على ميدان هذا الأخير في الثامن عشر من نيسان/أبريل 2019، كما اكتُسح من قِبل الاتحاد بستِّ أهدافٍ مقابل اثنين فضلًا عن خسارته على ميدانه أمام الرائد برباعيّة نظيفة في الجولة الأخيرة من الدوري.

### قائمة المباريات
جدول الدوري
بعد 30 مباراة خاضها، نجحَ نادي الفتح في احتلال المركز التاسع في جدول ترتيب الدوري وذلك بعد فوزهِ في 8 مباريات وتعادله في 11 وخسارته في 11 مقابلة أيضًا. مكّنت هذه النتائج النادي الأحسائي من جمعِ 38 نقطة بفارقِ 4 نقاطٍ كاملةٍ عن نادي الرائد صاحب المركز الثامن.
| م  | الفريق   | لعب | ف  | ت  | خ  | أ.له | أ.ع | أ.ف | نقاط | التأهل أو الهبوط                                                           |
| -- | -------- | --- | -- | -- | -- | ---- | --- | --- | ---- | -------------------------------------------------------------------------- |
| 1  | النصر    | 30  | 22 | 4  | 4  | 69   | 27  | +42 | 70   | التاهل لدور المجموعات في دوري أبطال آسيا 2020                              |
| 2  | الهلال   | 30  | 21 | 6  | 3  | 66   | 33  | +33 | 69   | التاهل لدور المجموعات في دوري أبطال آسيا 2020                              |
| 3  | التعاون  | 30  | 16 | 8  | 6  | 61   | 31  | +30 | 56   | التاهل لدور المجموعات في دوري أبطال آسيا 2020                              |
| 4  | الأهلي   | 30  | 17 | 4  | 9  | 68   | 41  | +27 | 55   | التأهل لمبارة الملحق الآسيوي المؤهلة لدور المجموعات لبطولة دوري أبطال آسيا |
| 5  | الشباب   | 30  | 15 | 9  | 6  | 39   | 25  | +14 | 54   |                                                                            |
| 6  | الفيصلي  | 30  | 12 | 7  | 11 | 51   | 47  | +4  | 43   |                                                                            |
| 7  | الوحدة   | 30  | 12 | 6  | 12 | 41   | 41  | 0   | 42   |                                                                            |
| 8  | الرائد   | 30  | 10 | 8  | 12 | 38   | 48  | −10 | 38   |                                                                            |
| 9  | الفتح    | 30  | 8  | 11 | 11 | 32   | 45  | −13 | 35   |                                                                            |
| 10 | الاتحاد  | 30  | 9  | 7  | 14 | 44   | 45  | −1  | 34   |                                                                            |
| 11 | الاتفاق  | 30  | 8  | 9  | 13 | 40   | 55  | −15 | 33   |                                                                            |
| 12 | الفيحاء  | 30  | 9  | 5  | 16 | 36   | 52  | −16 | 32   |                                                                            |
| 13 | الحزم    | 30  | 7  | 10 | 13 | 33   | 50  | −17 | 31   | مباراة ملحق الهبوط                                                         |
| 14 | القادسية | 30  | 8  | 4  | 18 | 34   | 51  | −17 | 28   | الهبوط إلى دوري الأمير محمد بن سلمان للدرجة الأولى                         |
| 15 | الباطن   | 30  | 7  | 4  | 19 | 29   | 53  | −24 | 25   | الهبوط إلى دوري الأمير محمد بن سلمان للدرجة الأولى                         |
| 16 | أحد      | 30  | 5  | 6  | 19 | 25   | 62  | −37 | 21   | الهبوط إلى دوري الأمير محمد بن سلمان للدرجة الأولى                         |

1. مجموع النقاط ; 2. أعلى فارق أهداف في كامل البطولة (ما له من أهداف ناقص ما عليه).
3. الفريق الأكثر تسجيلاً للأهداف في كامل البطولة. 4. الفريق الأعلى تصنيفاً في بطولة الموسم الماضي.

في حال تعادل فريقين أو أكثر بالنقاط في جميع البطولات المحلية يتم تحديد المركز النهائية في نهاية البطولة وفقاً للترتيب التنازلي:

1.أعلى عدد من النقاط في مبارة أو مباريات الفريقين أو الفرق المتعادلة فيما بينها;
 2. أعلى فارق أهداف (ما له من أهداف ناقص ما عليه) في مبارة أو مباريات الفريقين أو الفرق
المتعادلة فيما بينها (دون احتساب أفضلية التسجيل خارج الأرض);

3. الفريق الأكثر تسجيلاً للأهداف في مباراة أو مباريات الفريقين أو الفرق المتعادلة فيما بينها (دون احتساب أفضلية التسجيل خارج الأرض);
 4. في حال استمرار التعادل بين فريقين أو أكثر من الفرق المتعادلة بعد تطبيق الفقرات من 1 إلى 3 يتم إعادة تطبيق الفقرات من 1 إلى 3 من هذه المادة مرة أخرى فقط على مباريات الفريقين أو الفرق المتساوية.

5.أعلى فارق أهداف في كامل البطولة (ما له من أهداف ناقص ما عليه);
 6.الفريق الأكثر تسجيلاً للأهداف في كامل البطولة;
 7.إذا كانت الفرق المتعادلة فريقان وكانا سوياً على أرض الملعب في المباراة الأخيرة يتم لعب
شوطين إضافيين كمبارة جديدة (دون احتساب أفضلية التسجيل خارج الأرض) وفي حال التعادل في الأشواط الإضافية يتم لعب ضربات ترجيح.
 8.الأقل حصولاً على مجموع النقاط جراء حصول لاعبيه على البطاقات الصفراء والحمراء في مباريات البطولة. (بحيث يتم احتساب البطاقة الحمراء بثلاث نقاط والصفراء بنقطة واحدة).

وهذه قائمةٌ بكلّ المباريات التي خاضها نادي الفتح في دوري المحترفين السعودي موسم 2018–19:
| 31 أغسطس 2018 1 | القادسية | 0 – 0 | الفتح | الخبر                                      |
| 15:40           |          |       |       | الملعب: مدينة الأمير سعود بن جلوي الرياضية |

| 13 سبتمبر 2018 2 | الفتح                             | 0 – 0 | الوحدة                                                 | الأحساء                              |
| 15:30            | 88' محمد الفهيد · 90³' علي لاجامي |       | 29' ريناتو شافيز · 71' أنسيلمو أنسيلمو · 90' فهد درويش | الملعب: ملعب الأمير عبد الله بن جلوي |

| 20 سبتمبر 2018 3 | الشباب                                                                 | 1 – 1 | الفتح                                      | الرياض                          |
| 15:30            | 9' أرثور · 35' هتان باهبري · 78' صالح القميزي · 82' عبد المجيد الصليهم |       | 25' ماتياس آغوريغاري · 90'ماتياس آغوريغاري | الملعب: ملعب الأمير فيصل بن فهد |

| 24 سبتمبر 2018 4 | الفتح | 2 – 3 | الهلال                                                                                       | الأحساء                              |
| 15:10            | 44' عبد القادر الوسلاتي · 45' عبد القادر الوسلاتي · 52' ماتياس آغوريغاري · 68' عبد القادر الوسلاتي · 90' ألخالي بانغورا |       | 40' حسن كادش · 42' علي الحبسي · 59' بافيتيمبي غوميز · 61' كارلوس إدواردو · 90³' غيلمين ريفاس | الملعب: ملعب الأمير عبد الله بن جلوي |

| 04 أكثوبر 2018 5 | الفتح | 2 – 0 | الاتحاد                            | الأحساء                              |
| 15:05            | 24' محمد نعماني 26' عبد القادر الوسلاتي · 34' محمد الفهيد · 89' محمد المجحد · 90³' عبد الله العمار · 90³' منصور حمزي |       | 53' ماثيو جورمان · 63' زياد الصحفي | الملعب: ملعب الأمير عبد الله بن جلوي |

| 19 أكتوبر 2018 6 | الرائد | 0 – 3 | الفتح | بريدة                                 |
| 15:15            |        |       | 27' محمد الفهيد · 35' محمد نعماني · 61' علي لاجامي · 79' ماكسيم كوفال · 89' جواو بيدرو · 89' جواو بيدرو · 90³' محمد المجحد | الملعب: مدينة الملك عبد الله الرياضية |

| 25 أكتوبر 2018 7 | الأهلي                                                                             | 5 – 1 | الفتح          | جدة                                   |
| 15:30            | 18' دجانيني · 42' عمر السومة · 58' عمر السومة · 76' دجانيني · 83' عبد الفتاح عسيري |       | 70' نزوزي توكو | الملعب: مدينة الملك عبد الله الرياضية |

| 1 نوفمبر 2018 8 | الفتح                                | 1 – 2 | الفيحاء                                                           | الأحساء                              |
| 13:35           | 33' حمد الجهيم · 75' إبراهيم الشنيحي |       | 16' ألكساندروس تزيوليس · 70' دانيلو أسبريلا · 90³' روني فيرنانديز | الملعب: ملعب الأمير عبد الله بن جلوي |

| 8 نوفمبر 2018 9 | الباطن                                                                                    | 2 – 2 | الفتح                                                                       | حفر الباطن               |
| 13:45           | 40' مهنا العنزي · 56' فهد الجهني · 76' براكا · 82' ياسين حمزة (هـ . ع) · 89' جوهان أرانغو |       | 36' محمد نعماني · 39' ألخالي بانغورا · 45' ألخالي بانغورا · 45³' منصور حمزي | الملعب: ملعب نادي الباطن |

| 22 نوفمبر 2018 10 | الفتح | 4 – 0 | أحد | الأحساء                              |
| 10:45             | 24' عبد القادر الوسلاتي · 26' جواو بيدرو · 38' عبد الله اليوسف · 39' محمد المجحد · 64' ألخالي بانغورا · 79' إبراهيم الشنيحي · 89' ياسين حمزة |       |     | الملعب: ملعب الأمير عبد الله بن جلوي |

| 01 ديسمبر 2018 11 | الفتح                                | 0 – 2 | التعاون                                    | الأحساء                              |
| 13:25             | 75' ألخالي بانغورا · 89' محمد الفهيد |       | 22' سيدريك أميسي · 68' لياندر تاومبا · 78' | الملعب: ملعب الأمير عبد الله بن جلوي |

| 18 ديسمبر 2018 12 | الفتح                                                                      | 3 – 2 | الحزم                                            | الأحساء                              |
| 13:30             | 9' علي لاجامي · 50' سيف حسين (هـ . ع) · 90³' حمد الجهيم · 90³' محمد المجحد |       | 40' محمد الصيعري · 86' سيف حسين · 90' مسعود بخيت | الملعب: ملعب الأمير عبد الله بن جلوي |

| 13 ديسمبر 2018 13 | الفتح                                    | 1 – 1 | الفيصلي                                           | الأحساء                              |
| 13:30             | 40' عبد القادر الوسلاتي · 85' نزوزي توكو |       | 61' إيغور روسي · 81' عقيل بلغيث · 90³' يزيد البكر | الملعب: ملعب الأمير عبد الله بن جلوي |

| 21 ديسمبر 2018 14 | الفتح                   | 0 – 0 | الاتفاق                                              | الأحساء                              |
| 13:30             | 66' عبد القادر الوسلاتي |       | 87' هزاع الهزاع · 90²' حسن الحبيب · 90³' رامون أرياس | الملعب: ملعب الأمير عبد الله بن جلوي |

| 28 ديسمبر 2018 15 | الفتح                                  | 0 – 0 | النصر                                   | الأحساء                              |
| 11:00             | 68' محمد المجحد · 85' ماتياس آغوريغاري |       | 14' كريستيان راموس · 54' كريستيان راموس | الملعب: ملعب الأمير عبد الله بن جلوي |

| 10 يناير 2019 16 | الوحدة                                                        | 1 – 0 | الفتح                           | جدة                           |
| 14:35            | 38' عبد الإله المالكي · 77' ساري عمرو · 90²' ماركوس جويلهيرمي |       | 33' علي الحسن · 70' محمد الفهيد | الملعب: ملعب الملك عبد العزيز |

| 27 يناير 2019 17 | الفتح                                                         | 2 – 0 | القادسية                         | الأحساء                              |
| 11:20            | 19' جواو بيدرو · 87' جواو بيدرو · 90³' محمد الخبراني (هـ . ع) |       | 42' أحمد الزين 66' محمد الخبراني | الملعب: ملعب الأمير عبد الله بن جلوي |

| 04 فبراير 2019 18 | الهلال | 4 – 1 | الفتح                                                                            | الرياض                         |
| 14:20             | 11' علي البليهي · 16' بافيتيمبي غوميز · 32' كارلوس إدواردو · 37' بافيتيمبي غوميز · 62' نواف العابد · 66' نواف العابد · 69' بافيتيمبي غوميز |       | 11' عبد القادر الوسلاتي · 16' جواو بيدرو · 36' ماتياس آغوريغاري · 39' منصور حمزي | الملعب: استاد جامعة الملك سعود |

| 09 فبراير 2019 19 | الفتح                                                                     | 1 – 0 | الشباب                        | الأحساء                              |
| 14:10             | 50' نيكيتا كورزون · 65' منصور حمزي · 76' ياسين حمزة · 88' إبراهيم الشنيحي |       | 35' حسن فلاته · 56' حسن فلاته | الملعب: ملعب الأمير عبد الله بن جلوي |

| 14 فبراير 2020 20 | الفيحاء                                   | 1 – 2 | الفتح                                                                                               | المجمعة                        |
| 11:45             | 38' عبد الكريم القحطاني · 58' عمر المزيعل |       | 52' نيكيتا كورزون · 63' ساشا يوفانوفيتش · 69' إبراهيم الشنيحي · 74' عبد الله اليوسف · 79' علي الحسن | الملعب: مدينة المجمعة الرياضية |

| 20 فبراير 2019 21 | الفتح                                                                      | 2 – 1 | الأهلي                                                                    | الأحساء                              |
| 14:20             | 7' محمد المجحد · 75' محمد الفهيد · 90' محمد المجحد · 90³' ماتياس آغوريغاري |       | 35' مهند عسيري · 55' كلاوديو بايزا · 73' مهند عسيري · 90³' حسين عبد الغني | الملعب: ملعب الأمير عبد الله بن جلوي |

| 28 فبراير 2019 22 | أحد                                                                 | 0 – 0 | الفتح                                                                     | المدينة المنورة                        |
| 15:05             | 58' تامر حاج محمد · 78' كارل مجاني · 83' أسامة عاشور · 84' عمر محمّد |       | 22' جمعان الدوسري · 69' محمد الفهيد · 72' محمد الفهيد · 79' نيكيتا كورزون | الملعب: ملعب الأمير محمد بن عبد العزيز |

| 09 مارس 2019 23 | الفتح                                                        | 0 – 2 | الباطن                                                           | الأحساء                              |
| 11:40           | 30' ماكسيم كوفال · 38' عبد القادر الوسلاتي · 43' محمد الفهيد |       | 19' جوناثان · 36' جوناثان · 45²' زياد ونعلي · 82' ماجد عمر قنابه | الملعب: ملعب الأمير عبد الله بن جلوي |

| 14 مارس 2019 25 | التعاون                                                                       | 1 – 1 | الفتح                                                                | بريدة                                 |
| 16:15           | 36' سيدريك أميسي · 46' لياندر تاومبا · 74' لياندر تاومبا · 74' عبد الفتاح آدم |       | 27' علي الحسن · 31' جواو بيدرو · 52' جمعان الدوسري · 58' محمد نعماني | الملعب: مدينة الملك عبد الله الرياضية |

| 28 مارس 2019 25 | الحزم                                                         | 1 – 0 | الفتح                             | الرس               |
| 12:00           | 47' كينيدي اجبواناننيك · 83' عبد الرحمن الريو · 87' سالم سعيد |       | 36' محمد الفهيد · 90' عمار النجار | الملعب: ملعب الحزم |

| 04 أبريل 2029 26 | الفيصلي      | 1 – 1 | الفتح                                                                  | المجمعة                        |
| 15:55            | 42' لويزينيو |       | 38' علي الزقعان · 55' نيكيتا كورزون · 59' حمد الجهيم · 68' محمد الفهيد | الملعب: مدينة المجمعة الرياضية |

| 27 | الاتفاق                                  | 0 – 0 | الفتح                             | الدمام                          |
|    | 46' عبد الرحمن العبود · 71' سعيد الربيعي |       | 44' محمد نعماني · 81' علي الزقعان | الملعب: ملعب الأمير محمد بن فهد |

| 18 أبريل 2019 28 | النصر | 5 – 0 | الفتح                                 | الرياض                        |
| 17:45            | 28' عبد الرزاق حمد الله · 38' أحمد موسى · 39' بيتروس · 45³' جوليانو دي باولا · 55' عبد الرزاق حمد الله · 79' أحمد موسى · 90' عبد العزيز الجبرين |       | 30' ماتياس آغوريغاري · 73' جواو بيدرو | الملعب: ملعب الملك فهد الدولي |

| 11 مايو 2019 29 | الاتحاد                                                                                                   | 6 – 2 | الفتح                                                       | جدة                                   |
| 19:30           | 17' ألكسندر بريوفيتش · 18' كارلوس فيلانويفا · 22' رومارينيو · 45' كارلوس فيلانويفا · 66' ألكسندر بريوفيتش |       | 5' نيكيتا كورزون · 8' ساشا يوفانوفيتش · 63' ساشا يوفانوفيتش | الملعب: مدينة الملك عبد الله الرياضية |

| 16 مايو 2019 30 | الفتح          | 0 – 4 | الرائد | الأحساء                              |
| 19:30           | 44' حمد الجهيم |       | 6' كانو دوس سانتوس · 51' بدر السليطين · 55' صالح الشهري · 65' صالح الشهري · 73' صالح الشهري · 83' أحمد حمدون | الملعب: ملعب الأمير عبد الله بن جلوي |

### إحصائيات
هذه بعض الإحصائيات حول نادي الفتح في موسمهِ الكرويّ 2018–19 في دوري المحترفين السعودي:
- سجّل الفتح السعودي 32 هدفًا بينما سُجِّل عليه 45 هدفًا في 30 مباراةً من مباريات دوري المحترفين.
- فازَ الفتح في ثماني مبارياتٍ في الدوري (ثلاثة منها على التوالي) بينما تعادل في إحدى عشر مباراة (أربعة منها على التوالي) وخسر مثلها (ثلاثة منها على التوالي).
  - تعادل الفتح سلبيًا (0 – 0) في خمس مبارياتٍ في الدوري، كما تعادل بنتيجة 1 – ثلاث مرات.
  - فشل الفتح في 12 مباراة كاملة من التسجيل، بينما سجّل هدفًا واحدًا على الأقل أو أكثر 18 مباراة.
- تلقّى الفتح عددًا من الخسارات الكبيرة في موسم 2018–19 كان أكبرها في الثامن عشر من نيسان/أبريل 2019 في الرياض حينما نهزمَ بخماسيّة نظيفة أمام نادي النصر، كما سقطَ بسداسيّة مقابل اثنين أمام الاتحاد في الحادي عشر من أيّار/مايو فضلًا عن خسارته برباعيّة نظافية في آخر جولةٍ في الدوري أمام الرائد وخسارته الأخرى في جدّة أمام الأهلي بخمسة أهداف مقابل واحد.
- أكبر انتصارٍ حقّقه الفتح في الموسم الكرويّ 2018–19 في دوري المحترفين كان في الجولة العاشرة حينما اكتسحَ شباك نادي أُحد برباعيّة نظيفة.

## كأس الملك

### نظرة عامّة
لم يكن مشوار الفتح طويلًا في كأس الملك، فمعَ أنّه حقّق انتصارًا صعبًا بهدفين مقابل واحدٍ على النادي العربي في دور الـ 32، إلّا أنّه سقطَ سقوطًا مدويًا على يدِ نادي القيصومة الذي ينشطُ في دوري الدرجة الأولى السعودي بثلاثية نظيفةٍ ليُنهي بها مشوار الفتح الحديثِ في كأس الملك.

### قائمة المباريات
هذه قائمةٌ بالمباريات التي خاضها نادي الفتح الفتح في كأس الملك عام 2019:
| 02 يناير 2019 دور الــ 32 | العربي | 1 – 2 | الفتح |  |
| 11:25                     |        |       |       |  |

| 17 يناير 2020 دور الـ 16 | القيصومة | 3 – 0 | الفتح |  |
| 11:25                    |          |       |       |  |